# 三菱サイダー
三菱サイダー（みつびしサイダー）は、熊本県熊本市北区の弘乳舎が販売していた炭酸飲料のサイダーである。

## 概要
熊本のいわゆる地サイダーである。三菱サイダーは「三菱」という商標とスリーダイヤのロゴを用いるが、三菱グループや旧・三菱財閥とは関係がない。1919年に松田工業（現・マツダトータルソリューションズ株式会社）が商標登録を行い、長年に渡って九州地区を中心に飲料水のブランドとして用いていた
。1967年より弘乳舎に製造販売を委託しており、三菱鉛筆と同じように、三菱グループ以外でスリーダイヤを使用する権利を有していた。そのためウェブの説明には「三菱の商標とスリーダイヤモンドのロゴマークは大正8年に商標登録された古い商品です。大企業 ･三菱グループとは関係ありません」とあった。
上記の通り長い歴史を有していたが、2014年にマツダトータルソリューションズが商標を三菱商事に譲渡し、弘乳舎での販売も2017年5月31日をもって終了となった。

## 主な販売場所
販売地域は熊本県と鹿児島県と宮崎県の一部が主であったが、福岡県と佐賀県と大分県などの北部九州地区や、山口県の一部でも販売されていた。
首都圏（関東地方）では、東京の銀座にある熊本県のアンテナショップの「銀座熊本館」で販売されていたほか、催事形式で、ごくまれに、千葉駅で販売されていた。
近畿地方の主に京阪神では、スーパー玉出やサンディなどで特売の際に販売されていたことがある。
このほか、ごく一部の限られた店舗に限りドン・キホーテなどの量販店でも販売していた。